# Zaglossus
Zaglossus es un género de mamíferos monotremas de la familia Tachyglossidae, conocidos vulgarmente como equidnas de hocico largo o zaglosos. Contiene tres especies actuales nativas de Nueva Guinea. 
Estos equidnas son de mayor tamaño que sus parientes los equidnas comunes, llegando hasta los 80 centímetros.
Posee más pelo y menos espinas que sus parientes. Estos animales caminan bamboleándose por la vegetación en busca de termitas, hormigas y lombrices.

## Distribución
Las tres especies vivas de zaglosos habitan en la isla de Nueva Guinea, aunque los restos fósiles incluidos en el género proceden en su totalidad de Australia.

## Clasificación
Hay 3 especies de Zaglossus que se listan a continuación:
- Zaglossus bruijni
- Zaglossus bartoni
- Zaglossus attenboroughi